# Corrigiola litoralis subsp. litoralis
Corrigiola litoralis subsp. litoralis é uma subespécie de planta com flor pertencente à família Caryophyllaceae.  Pertence ao grupo fisionómico dos caméfitos.
A autoridade científica da subespécie é L., tendo sido publicada em Sp. Pl. 1: 271 (1753).

## Nomes comuns
Esta espécie dá pelos seguintes nomes comuns: correjola, corrijola, corrigíola e erva-pombinha.

## Portugal
Trata-se de uma subespécie presente no território português, nomeadamente em todas as zonas de Portugal Continental e, ainda, no Arquipélago da Madeira.
Em termos de naturalidade é nativa de Portugal Continental e introduzida no Arquipélago da Madeira.

## Protecção
Não se encontra protegida por legislação portuguesa ou da Comunidade Europeia.